# William Palmer (2. hrabia Selborne)
William Waldegrave Palmer, 2. hrabia Selborne KG, GCMG (ur. 17 października 1859 w Londynie, zm. 26 lutego 1942 tamże) – brytyjski arystokrata i polityk, członek Partii Liberalnej, Partii Liberalno-Unionistycznej i Partii Konserwatywnej, minister w rządach lorda Salisbury’ego, Arthura Balfoura i Herberta Henry’ego Asquitha.
Był synem Roundella Palmera, 1. hrabiego Selborne. Wykształcenie odebrał w Winchester College oraz w University College na Uniwersytecie Oksfordzkim, gdzie uzyskał dyplom z historii. W 1883 r. poślubił lady Maud Cecil, córkę Roberta Gascoyne’a-Cecila, 3. markiza Salisbury. W latach 1882–1885 był asystentem prywatnego sekretarza Kanclerza Skarbu Hugh Childersa. W 1885 r. został wybrany do Izby Gmin z ramienia Partii Liberalnej z okręgu Petersfield.
Kiedy w 1886 r. premier Gladstone przedstawił projekt ustawy nadającej autonomię Irlandii doszło do rozłamu w Partii Liberalnej. Część jej polityków utworzyła Partię Liberalno-Unionistyczną, która wkrótce związała się z konserwatystami. Wśród liberalnych unionistów znalazł się William Palmer (noszący wówczas grzecznościowy tytuł wicehrabiego Wolmer) i jego ojciec. W 1892 r. Wolmer zmienił okręg wyborczy na Edinburgh West. Po śmierci ojca w 1895 r. odziedziczył tytuł 2. hrabiego Selborne i zasiadł w Izbie Lordów. W latach 1885–1900 był podsekretarzem stanu w Ministerstwie Kolonii.
W 1900 r. Selborne został członkiem gabinetu jako pierwszy lord Admiralicji. Pozostał na tym stanowisku do 1905 r., kiedy to zastąpił lorda Milnera na stanowiskach gubernatora Transwalu i Kolonii Rzeki Oranje. W maju tego roku przybył do Pretorii. Za jego urzędowania obie dawne republiki burskie otrzymały autonomię. W czerwcu 1907 r. Selborne zrezygnował ze stanowiska gubernatora Kolonii Rzeki Oranje. Gubernatorem Transawalu pozostał do 1910 r., kiedy to utworzono Związek Południowej Afryki.
Po powrocie do Wielkiej Brytanii został mistrzem Worshipful Company of Mercers. W 1915 r. został członkiem gabinetu koalicyjnego jako przewodniczący Rady Rolnictwa. Zrezygnował w 1916 r. i nigdy już nie sprawował żadnego urzędu państwowego. W 1909 r. otrzymał Order Podwiązki. Był również kawalerem Krzyża Wielkiego Orderu św. Michała i św. Jerzego.
Zmarł w 1942 r. Tytuł parowski odziedziczył jego najstarszy syn Roundell. Młodszy syn, Robert, był kapitanem pułku Hampshire i zginął w 1916 r. podczas walk na Bliskim Wschodzie. Jego listy do domu zostały opublikowane w zbiorze pt. Letters from Mesopotamia.